# 藍竹筴魚
藍竹筴魚（学名：Trachurus picturatus），為輻鰭魚綱鱸形目鱸亞目鰺科竹筴魚屬下的一個種，為亞熱帶海水魚，分布於東大西洋區，從法國比斯開灣至摩洛哥南部，包括亞速群島、加納利群島及馬德拉群島海域，深度305-370公尺，體細長且側扁，尾鰭叉形，體上半部為藍綠色，腹部銀白色，體長可達60公分。棲息在沿海底中層水域，成群活動，會進行洄游，屬肉食性，以甲殼類為食，係具有商業價值的食用魚。